# 김윤문
김윤문(金允文)은 김유신의 손자이다. 형 김윤중(金允中)과 발해원정 장군으로 임명되어 발해원정에 나섰으나, 큰 눈에 막혀  싸워보지도 못하고 돌아왔다.

## 가족 관계
- 할아버지: 김유신(金庾信)
- 할머니: 영모부인(英毛夫人)
  - 아버지: 김삼광(金三光)
    - 형: 김윤중(金允中)
      - 조카: 김융(金融)